# Ernest Muçi
Ernest Muçi (* 19. März 2001 in Tirana) ist ein albanischer Fußballspieler, der seit 2024 bei Beşiktaş Istanbul unter Vertrag steht.

## Karriere

### Verein
Seine Jugendkarriere begann Muçi beim KS Dinamo Tirana sowie KF Tirana. 2018 debütierte für dessen erster Mannschaft in der albanischen Kategoria Superiore. Zwei Jahre später gewann der Stürmer dort die nationale Meisterschaft. Am 21. Februar 2021 wechselte Muçi dann weiter zum polnischen Erstligisten Legia Warschau. Auch hier gewann er am Ende der Spielzeit wieder die Meisterschaft und spielte anschließend mit dem Klub in der Gruppenphase der UEFA Europa League. 2023 gewann er mit dem Verein den nationalen Pokal sowie den Supercup. Am 9. Februar 2024 nahm ihn dann Beşiktaş Istanbul aus der türkischen Süper Lig unter Vertrag.

### Nationalmannschaft
Von 2020 bis 2022 absolvierte Muçi insgesamt 18 Partien für diverse albanische Jugendauswahlen und erzielte dabei acht Treffer. Am 15. November 2021 debütierte der Stürmer zwischenzeitlich auch für die A-Nationalmannschaft in der WM-Qualifikation gegen Andorra. Beim 1:0-Sieg im Air Albania Stadium von Tirana wurde Muçi in der 57. Minute für Taulant Seferi eingewechselt.

## Erfolge
- Albanischer Meister: 2020
- Polnischer Meister: 2021
- Polnischer Pokalsieger: 2023
- Polnischer Superpokalsieger: 2023
- Türkischer Pokalsieger 2024